# 기장 척판암 석조여래좌상
기장 척판암 석조여래좌상(機張 擲板庵 石造如來坐像)은 부산광역시 기장군 장안읍 척판암에 있는 조선시대의 불상이다. 2008년 4월 2일 부산광역시의 문화재자료 제41호로 지정되었다.

## 개요
척판암 석조여래좌상은 근래에 개금(改金) 불사를 하여 보존 상태는 매우 양호하다. 불상 바닥 면에 복장공이 있으며, 범어가 적힌 한지로 막아놓았다. 불상 조성 당시의 복장물은 도난을 당해 존재하지 않으며, 1996년 개금불사를 하면서 복장물을 새로 조성하여 봉안한 상태이다.
본 석조여래좌상은 척판암 주불전의 본존으로 봉안된 불상으로, 양손은 결가부좌한 무릎 위에 올려 항마촉지인을 취하고 있다. 신체에 비해 머리가 크고 어깨와 무릎이 좁으며, 고개가 오른쪽으로 약간 기울어져 있다. 전체적으로 불상이 안정적인 형태를 이루지 못하나, 입술 꼬리가 살짝 올라가 미소 지은 상호는 비교적 온화한 인상을 준다.
척판암 석조여래좌상은 높이 37.5cm의 작은 규모이다. 그리고 신체에 비해 비교적 큰 방형의 얼굴, 대의와 수평상의 승각기에서 보이는 도식적이고 딱딱한 옷주름 표현 등에서 전형적인 조선후기 불상 조각의 표현이 엿보인다.
또한 석조 재질에서 볼 수 있는 양손을 가지런히 무릎위에 얹은 모습, 발과 옷주름이 두껍고 세밀하지 못한 조각적 한계를 보이고 있다. 그러나 불상의 보존 상태가 양호하고 조선후기 각 지역마다 소규모의 불전에 봉안한 석조 불상으로서의 자료적 가치를 지니고 있는 불상이다.

## 참고 문헌
- 척판암석조여래좌상 - 국가유산청 국가유산포털